# David Platt
David Andrew Platt (født 10. juni 1966 i Oldham, England) er en tidligere engelsk fodboldspiller, der spillede som midtbanespiller hos en række engelske og italienske klubber, men er bedst husket for sin tid hos Aston Villa og Arsenal F.C. Han spillede desuden 62 kampe for Englands landshold.

## Klubkarriere
Platt startede sin seniorkarriere i 1985 hos Crewe Alexandra, og skiftede i 1988 til Aston Villa. Efter tre sæsoner hos Birmingham-klubben prøvede han lykken i italiensk fodbold, hvor han var tilknyttet AS Bari, Juventus F.C. samt UC Sampdoria. I 1995 rejste han tilbage til England og skrev kontrakt med Arsenal F.C. Efter tre sæsoner hos London-klubben sluttede han karrieren af med to sæsoner som spillende træner hos Nottingham Forest.

## Landshold
Platt nåede gennem karrieren at spille 62 kampe og score 27 mål for Englands landshold, som han debuterede for i 1989 i en venskabskamp mod Italien. Han var en del af den engelske trup til VM i 1990 i Italien, EM i 1992 i Sverige, og EM i 1996 på hjemmebane. I perioden fra 1992 til 1995 var han desuden holdets primære anfører.

## Trænerkarriere
Platt var sideløbende med afslutningen på sin karriere desuden træner. Efter at være stoppet hos Arsenal F.C. i 1998 rejste han tilbage til Italien, hvor han nogen måneder trænede sin gamle klub UC Sampdoria. Herefter var han i sine to år hos Nottingham Forest spillende træner. Efter sit karrierestop blev han i 2001 cheftræner for det engelske U-21 landshold, som han stod i spidsen for frem til 2004.

## Titler
Premier League
- 1998 med Arsenal F.C.

FA Cup
- 1998 med Arsenal F.C.

UEFA Cup
- 1993 med Juventus

Coppa Italia
- 1994 med UC Sampdoria